# Președintele Camerei Deputaților din România
Președintele Camerei Deputaților din România este deputatul ales să prezideze ședințele camerei inferioare a Parlamentului României. El este și președintele Biroului permanent al Camerei Deputaților și a doua persoană în linia de succesiune prezidențială, după Președintele Senatului.

## Alegere
Președintele Camerei Deputaților este ales prin vot secret cu majoritatea voturilor deputaților. Dacă niciunul dintre candidați nu obține majoritatea absolută a voturilor, primii doi clasați se înfruntă din nou într-un al doilea tur, iar câștigătorul este desemnat cel care obține cele mai multe voturi.

## Rol
- este responsabil cu convocarea Camerei Deputaților în ședințe ordinare sau extraordinare;
- prezidează ședințele Camerei;
- reprezintă Camera Deputaților în relațiile cu Președintele, Senatul, Guvernul și Curtea Constituțională;
- reprezintă Camera Deputaților în relațiile externe;
- îl succede (ad interim) pe Președintele României dacă Președintele Senatului nu o poate face. Președintele Camerei Deputaților continuă să conducă și camera inferioară în timpul președinției ad-interim a țării și acționează ca președinte al statului până când un nou președinte este ales.

## Istorie

### 1862–1948
Între 1862 și 1948 camera inferioară era numită Adunarea Deputaților. În 1946, Senatul a fost abolit printr-un amendament guvernamental la Constituția din 1923, iar parlamentul a devenit unicameral.

### 1948–1989
Legislativul se numea Marea Adunare Națională. Aceasta era condusă de Prezidiul Marii Adunări Naționale, iar fiecare legislatură era supervizată de un președinte și doi vice-președinți.

### 1990–1992
Legislativul a redevenit bicameral, iar camera inferioară a redevenit Adunarea Deputaților, ca parte a Adunării Constituante, aleasă împreună cu Senatul pentru a forma în același timp corpul legislativ și corpul ales să scrie o nouă constituție. Adunarea era condusă de un președinte ales.

### 1992–prezent
După votarea Constituției, Adunarea și-a schimbat numele în Camera Deputaților și este condusă de un președinte.

## Lista deținătorilor funcției
Afilierea politică a președinților camerei inferioare înainte de dezvoltarea sistemului partinic modern:
| C (Conservator)      | CM (Conservator Moderat) |
| LR (Liberal Radical) | LM (Liberal Moderat)     |

Afilierea politică a președinților camerei inferioare înainte de dezvoltarea sistemului partinic modern:
| PNL = Partidul Național Liberal (între 1875–1950 și după 1990)                           | PC = Partidul Conservator                                         |
| PNR = Partidul Național Român                                                            | PP = Partidul Poporului                                           |
| PCD = Partidul Conservator-Democrat                                                      | PNȚ = Partidul Național-Țărănesc                                  |
| PND = Partidul Naționalist-Democrat                                                      | PNC = Partidul Național Creștin                                   |
| FRN = Frontul Renașterii Naționale (din 1940 PN; Partidul Național)                      | FP = Frontul Plugarilor                                           |
| PMR = Partidul Muncitoresc Român (până în 1965)                                          | FSN = Frontul Salvării Naționale                                  |
| PCR = Partidul Comunist Român (din 1965)                                                 | PNȚCD = Partidul Național Țărănesc Creștin Democrat               |
| PDSR = Partidul Democrației Sociale din România (din 2001 PSD; Partidul Social Democrat) |                                                                   |
| PSDR = Partidul Social-Democrat Român                                                    | PD-L = Partidul Democrat Liberal (din 2008 PD; Partidul Democrat) |
| Mil. = Militar                                                                           | Ind. = Independent                                                |

Președinții interimari sunt evidențiați cu caractere italice. Regulamentul Camerei Deputaților stipulează că la prima întrunire a camerei ședința este condusă de cel mai vârstnic deputat, în calitate de „președinte de vârstă”, ajutat de cei mai tineri patru deputați, în calitate de secretari. Deoarece termenul președinților de vârstă este foarte scurt (una sau două zile), numele lor nu sunt incluse în lista de mai jos. Președinții interimari incluși în listă au deținut temporar funcția, în diferite circumstanțe, pentru o mai lungă perioadă de timp.
| #                                   | Nume                              | Portret           | Născut-Decedat | Instalat în funcție | Părăsit funcția    | Partid    |
| ----------------------------------- | --------------------------------- | ----------------- | -------------- | ------------------- | ------------------ | --------- |
| Adunarea Deputaților (1862–1947)    |                                   |                   |                |                     |                    |           |
| 1                                   | Mitropolitul-primat Nifon Rusailă |                   | 1789–1875      | 24 ianuarie 1862    | 2 mai 1864         | Ind.      |
| 2                                   | Alexandru Emanoil Florescu        |                   |                | 29 decembrie 1864   | 25 iunie 1865      | C         |
| 3                                   | Emanoil Costache Epureanu         |                   | 1823–1880      | 12 decembrie 1865   | 3 ianuarie 1866    | C         |
| 4                                   | Nicolae Calimachi-Catargiu        |                   |                | 9 ianuarie 1866     | 12 februarie 1866  | C         |
| (3)                                 | Emanoil Costache Epureanu         |                   | 1823–1880      | 9 mai 1866          | 6 iulie 1866       | C         |
| 5                                   | Lascăr Catargiu                   |                   | 1823–1899      | 12 decembrie 1866   | 1 noiembrie 1867   | C         |
| 6                                   | Anastasie Fătu                    |                   | 1816–1886      | 15 ianuarie 1868    | 15 noiembrie 1868  | LR        |
| 7                                   | Ion C. Brătianu                   |                   | 1821–1891      | 18 noiembrie 1868   | 29 ianuarie 1869   | LR        |
| 8                                   | Costache Negri                    |                   | 1812–1876      | 8 mai 1869          | 17 noiembrie 1869  | LM        |
| 9                                   | Grigore Balș                      |                   |                | 20 noiembrie 1869   | 1 mai 1870         | CM        |
| 10                                  | Gheorghe Costa-Foru               |                   | 1820–1876      | 2 iulie 1870        | 3 februarie 1871   | C         |
| 11                                  | Nicolae Păcleanu                  |                   |                | 5 februarie 1871    | 16 martie 1871     | LR        |
| 12                                  | Dimitrie Ghica                    |                   | 1816–1897      | 26 mai 1871         | 17 februarie 1876  | C         |
| 13                                  | Constantin N. Brăiloiu            |                   |                | 18 februarie 1876   | 3 mai 1876         | C         |
| 14                                  | Constantin A. Rosetti             |                   | 1816–1885      | 25 iunie 1876       | 26 mai 1878        | PNL       |
| 15                                  | Gheorghe Vernescu                 |                   |                | 6 iunie 1878        | 15 noiembrie 1878  | PNL       |
| (14)                                | Constantin A. Rosetti             |                   | 1816–1885      | 17 noiembrie 1878   | 9 iunie 1881       | PNL       |
| 16                                  | Dimitrie Brătianu                 |                   | 1818–1892      | 9 iunie 1881        | 21 octombrie 1882  | PNL       |
| 17                                  | Dimitrie Lecca                    |                   | 1832–1888      | 21 octombrie 1882   | 5 martie 1883      | PNL       |
| (14)                                | Constantin A. Rosetti             |                   | 1816–1885      | 16 mai 1883         | 17 octombrie 1883  | PNL       |
| (17)                                | Dimitrie Lecca                    |                   | 1832–1888      | 19 octombrie 1883   | 4 iulie 1888       | PNL       |
| (5)                                 | Lascăr Catargiu                   |                   | 1823–1899      | 10 noiembrie 1888   | 14 ianuarie 1889   | PC        |
| 18                                  | Constantin Grădișteanu            |                   | 1833–1890      | 19 ianuarie 1889    | 16 noiembrie 1889  | PC        |
| 19                                  | Gheorghe Grigore Cantacuzino      |                   | 1833–1913      | 16 noiembrie 1889   | 22 februarie 1891  | PC        |
| 20                                  | Gheorghe Rosnovanu                |                   |                | 3 mai 1891          | 11 decembrie 1891  | PC        |
| 21                                  | Gheorghe Manu                     |                   | 1833–1911      | 26 februarie 1892   | 24 octombrie 1895  | PC        |
| 22                                  | Petre S. Aurelian                 |                   | 1833–1909      | 9 decembrie 1895    | 21 noiembrie 1896  | PNL       |
| 23                                  | Dimitrie Gianni                   |                   | 1838–1902      | 23 noiembrie 1896   | 21 aprilie 1899    | PNL       |
| 24                                  | Constantin P. Olănescu            |                   | 1845–1928      | 13 iunie 1899       | 21 septembrie 1900 | PC        |
| (19)                                | Gheorghe Grigore Cantacuzino      |                   | 1833–1913      | 25 septembrie 1900  | 14 februarie 1901  | PC        |
| 25                                  | Mihail Pherekyde                  |                   | 1842–1926      | 24 martie 1901      | 9 decembrie 1904   | PNL       |
| 26                                  | Ștefan Șendrea                    |                   |                | 9 decembrie 1904    | 23 decembrie 1904  | PNL       |
| 27                                  | Grigore Triandafil                |                   |                | 25 februarie 1905   | 23 februarie 1907  | PC        |
| 28                                  | Constantin Cantacuzino-Pașcanu    |                   |                | 26 februarie 1907   | 26 aprilie 1907    | PC        |
| (25)                                | Mihail Pherekyde                  |                   | 1842–1926      | 8 iunie 1907        | 15 decembrie 1909  | PNL       |
| 29                                  | Basile M. Missir                  |                   | 1843–1929      | 15 decembrie 1909   | 16 februarie 1910  | PNL       |
| (25)                                | Mihail Pherekyde                  |                   | 1842–1926      | 16 februarie 1910   | 10 ianuarie 1911   | PNL       |
| (24)                                | Constantin P. Olănescu            |                   | 1845–1928      | 8 martie 1911       | 17 octombrie 1912  | PC        |
| (28)                                | Constantin Cantacuzino-Pașcanu    |                   |                | 1 decembrie 1912    | 11 ianuarie 1914   | PCD       |
| (25)                                | Mihail Pherekyde                  |                   | 1842–1926      | 21 februarie 1914   | 11 decembrie 1916  | PNL       |
| 30                                  | Vasile Morțun                     |                   |                | 11 decembrie 1916   | 25 aprilie 1918    | PNL       |
| 31                                  | Constantin Meissner               |                   | 1854–1942      | 5 iunie 1918        | 5 noiembrie 1918   | PCP       |
| 32                                  | Alexandru Vaida-Voevod            |                   | 1872–1950      | 28 noiembrie 1919   | 1 decembrie 1919   | PNR       |
| 33                                  | Nicolae Iorga                     |                   | 1871–1940      | 9 decembrie 1919    | 26 martie 1920     | PND       |
| 34                                  | Duiliu Zamfirescu                 |                   | 1858–1922      | 30 iunie 1920       | 22 ianuarie 1922   | PP        |
| 35                                  | Mihail G. Orleanu                 |                   | 1859–1942      | 6 aprilie 1922      | 27 martie 1926     | PNL       |
| 36                                  | Petre P. Negulescu                |                   | 1872–1951      | 10 iulie 1926       | 5 iunie 1927       | PP        |
| 37                                  | Nicolae Săveanu                   |                   | 1866–1952      | 30 iulie 1927       | 10 noiembrie 1928  | PNL       |
| 38                                  | Ștefan Cicio Pop                  |                   | 1865–1934      | 23 decembrie 1928   | 30 aprilie 1931    | PNȚ       |
| 39                                  | Dimitrie Pompeiu                  |                   | 1873–1954      | 20 iunie 1931       | 10 iunie 1932      | PND       |
| (38)                                | Ștefan Cicio Pop                  |                   | 1865–1934      | 10 august 1932      | 18 noiembrie 1933  | PNȚ       |
| (37)                                | Nicolae Săveanu                   |                   | 1866–1952      | 10 februarie 1934   | 19 noiembrie 1937  | PNL       |
| (32)                                | Alexandru Vaida-Voevod            |                   | 1872–1950      | 9 iunie 1939        | 5 septembrie 1940  | FRN       |
| 40                                  | Mihail Sadoveanu                  |                   | 1880–1961      | 5 decembrie 1946    | 24 februarie 1948  | BPD       |
| Marea Adunare Națională (1948–1989) |                                   |                   |                |                     |                    |           |
| 41                                  | Gheorghe Apostol                  |                   | 1913–2010      | 7 aprilie 1948      | 11 iunie 1948      | PMR       |
| 42                                  | Constantin Agiu                   |                   | 1891–1961      | 11 iunie 1948       | 27 decembrie 1948  | PMR       |
| 43                                  | Constantin Pârvulescu             |                   | 1895–1992      | 27 decembrie 1948   | 5 iulie 1949       | PMR       |
| 44                                  | Dumitru Petrescu                  |                   | 1906–1969      | 5 iulie 1949        | 28 decembrie 1949  | PMR       |
| 45                                  | Alexandru Drăghici                |                   | 1913–1993      | 28 decembrie 1949   | 26 ianuarie 1950   | PMR       |
| (44)                                | Dumitru Petrescu                  |                   | 1906–1969      | 26 ianuarie 1950    | 29 mai 1950        | PMR       |
| 46                                  | Constantin Doncea                 |                   | 1904–1973      | 29 mai 1950         | 6 septembrie 1950  | PMR       |
| (41)                                | Gheorghe Apostol                  |                   | 1913–2010      | 6 septembrie 1950   | 5 aprilie 1951     | PMR       |
| 47                                  | Ion Vincze                        |                   | 1910–1996      | 5 aprilie 1951      | 26 martie 1952     | PMR       |
| (41)                                | Gheorghe Apostol                  |                   | 1913–2010      | 26 martie 1952      | 6 iunie 1952       | PMR       |
| 48                                  | Gheorghe Stoica                   |                   | 1900–1976      | 2 iunie 1952        | 30 noiembrie 1952  | PMR       |
| (43)                                | Constantin Pârvulescu             |                   | 1895–1992      | 23 ianuarie 1953    | 5 martie 1961      | PMR       |
| 49                                  | Ștefan Voitec                     |                   | 1900–1984      | 20 martie 1961      | 28 martie 1974     | PMR/PCR   |
| 50                                  | Miron Constantinescu              |                   | 1917–1974      | 28 martie 1974      | 18 iulie 1974      | PCR       |
| 51                                  | Nicolae Giosan                    |                   | 1921–1990      | 26 iulie 1974       | 22 decembrie 1989  | PCR       |
| Adunarea Deputaților (1990–1992)    |                                   |                   |                |                     |                    |           |
| 52                                  | Marțian Dan                       |                   | 1935–2002      | 19 iunie 1990       | 16 octombrie 1992  | FSN       |
| Camera Deputaților (1992–prezent)   |                                   |                   |                |                     |                    |           |
| 53                                  | Adrian Năstase                    |                   | 1950–          | 28 octombrie 1992   | 22 noiembrie 1996  | FDSN/PDSR |
| 54                                  | Ion Diaconescu                    |                   | 1917–2011      | 27 noiembrie 1996   | 30 noiembrie 2000  | PNȚCD     |
| 55                                  | Valer Dorneanu                    |                   | 1944–          | 15 decembrie 2000   | 30 noiembrie 2004  | PDSR/PSD  |
| (53)                                | Adrian Năstase                    |                   | 1950–          | 19 decembrie 2004   | 16 martie 2006     | PSD       |
| 56                                  | Bogdan Olteanu                    |                   | 1971–          | 20 martie 2006      | 13 decembrie 2008  | PNL       |
| 57                                  | Roberta Anastase                  |                   | 1976–          | 19 decembrie 2008   | 3 iulie 2012       | PDL       |
| 58                                  | Valeriu Zgonea                    |                   | 1967–          | 3 iulie 2012        | 19 decembrie 2012  | PSD       |
| 58                                  | Valeriu Zgonea                    | 19 decembrie 2012 | 1967–          | 13 iunie 2016       |                    | PSD       |
| 59                                  | Florin Iordache                   |                   | 1960–          | 13 iunie 2016       | 21 decembrie 2016  | PSD       |
| 60                                  | Liviu Dragnea                     |                   | 1962–          | 21 decembrie 2016   | 29 mai 2019        | PSD       |
| 61                                  | Marcel Ciolacu                    |                   | 1967–          | 29 mai 2019         | 21 decembrie 2020  | PSD       |
| 62                                  | Ludovic Orban                     |                   | 1963–          | 21 decembrie 2020   | 12 octombrie 2021  | PNL       |
| —                                   | Florin Roman                      |                   | 1974–          | 12 octombrie 2021   | 2 noiembrie 2021   | PNL       |
| —                                   | Sorin Grindeanu                   |                   | 1973–          | 2 noiembrie 2021    | 23 noiembrie 2021  | PSD       |
| (61)                                | Marcel Ciolacu                    |                   | 1967–          | 23 noiembrie 2021   | 15 iunie 2023      | PSD       |
| —                                   | Alfred Simonis                    |                   | 1985–          | 15 iunie 2023       | 2 septembrie 2024  | PSD       |
| 63                                  | Vasile-Daniel Suciu               |                   | 1980–          | 2 septembrie 2024   | 23 decembrie 2024  | PSD       |
| 64                                  | Ciprian Șerban                    |                   | 1985–          | 23 decembrie 2024   | 23 iunie 2025      | PSD       |
| 65                                  | Sorin Grindeanu                   |                   | 1973–          | 24 iunie 2025       | prezent            | PSD       |